# Хадауи, Сами
Сами Хадауи (араб. سامي هداوي‎; 6 марта 1904 — 22 апреля 2004) — палестинский ученый и писатель. Он известен тем, что задокументировал последствия арабо-израильской войны 1948 года для арабского населения в Палестине и опубликовал статистику по отдельным деревням до создания Израиля. Хадауи работал специалистом по землеустройству до тех пор, пока не был изгнан из Иерусалима после ожесточенной битвы в районе, где он проживал, между израильскими и иорданскими войсками. Он продолжал специализироваться на документировании палестинских земель и опубликовал несколько книг об арабо-израильской войне 1948 года и палестинских беженцах.

## Ранний период жизни
Хадауи родился в Иерусалиме в арабской христианской семье. Его отец был солдатом в армии Османской империи и погиб в бою во время Первой мировой войны. В 1915 году, после смерти отца, семья Хадауи переехала в Амман (впоследствии Иордания). Три года спустя он работал неофициальным переводчиком в британской армии, а через год вернулся в Палестину и работал клерком в отделе регистрации земли.
Его интерес к устройству арабских деревень начался с его работы в этих населённых пунктах, а затем с его работы в Департаменте сельскохозяйственных поселений с 1920 по 1927 год. Хадауи в конечном итоге стал инспектором и оценщиком стоимости земли. Он работал в этой должности с 1938 по 1948 год и внес основной вклад в создание отчёта «Сельскохозяйственная статистика 1945 года: Классификация владения землей и территориями в Палестине», которая была переписью арабских населенных пунктов в подмандатной Палестине. Он жил в доме своего деда в еврейском квартале Старого города до 1948 года. В 1948 году он, его жена Нора и двое их детей построили для себя дом в Катамоне. В том же году, когда началось наступление израильской армии, они были вынуждены бежать в Иорданию.

## После изгнания
Хадауи занимался своей прежней работой в иорданском земельном управлении. Он оставался на этой должности до 1952 года, когда стал специалистом по землеустройству в Согласительной комиссии Организации Объединённых Наций для Палестины в Нью-Йорке. Его работа заключалась в определении размера имущества, оставленного палестинскими беженцами после войны 1948 года. В 1959 году он создал Палестинское информационное бюро, а затем два офиса Лиги арабских государств в Соединенных Штатах. Последние годы его работы были директором Института палестинских исследований (ИПС) в Бейруте в 1960-70-х годах, в котором он опубликовал книгу «Палестина — потеря наследия».
Жена Хадауи умерла от сердечного приступа в 1965 году. Он вышел на пенсию в 1970 году, переехал в Торонто в Канаде и начал писать книги по истории израильско-палестинского конфликта, включая «Права и потери палестинцев» в 1948 году (1988 год) и «Горький урожай: современная история Палестины» (1989 год). Хадауи скончался 22 апреля 2004 года в возрасте 100 лет. Он был похоронен в Торонто, хотя желал быть похороненным в своем родном городе Иерусалиме. «Я хотел бы быть похороненным в Иерусалиме, но у меня нет выбора», — сказал он журналисту Хишаму Сафеддину в последнем данном им интервью.

## Публикации
- Land ownership in Palestine, New York: Palestine Arab Refugee Office, 1957
- Palestine partitioned, 1947—1958, New York: Arab Information Center, 1959
- Israel and the Arab minority, New York: Arab Information Center, 1959
- Israel according to Holy scriptures, Dallas, Texas : [s.n.], 1960
- Palestine: questions and answers. , New York: Arab Information Center, 1961
- German reparation versus Israeli confiscations, New York: Arab Information Center, 1961
- Who benefits from anti-Semitism, New York: Arab Information Center, 1961
- Palestine Loss of Heritage, San Antonio, Texas: The Naylor Co., 1963
- Palestine in the United Nations New York : Arab Information Center, 1964 (Information paper #24)
- Bitter Harvest: Palestine 1914—1967, New York: New World Press, 1967
- The case of Palestine before the 23rd session of the United Nations, October-December, 1968, 1969
- Palestine in focus, Palestine Liberation Organization Research Center: 1969
- Village statistics, 1945: A classification of land and area ownership in Palestine, Palestine Liberation Organization Research Center: 1970
- The Palestine Diary : Volume I and II, New World Press: 1972
- Crime and no punishment: Zionist Israeli terrorism, 1939—1972 (Palestine essays), Palestine Liberation Organization Research Center: 1972
- Bitter Harvest, Palestine Between 1914—1979, Caravan Books: 1979 ISBN 978-0-88206-025-5
- The Jews, Zionism, and the Bible: (a study of 'Biblical' and 'historical' claims) , Toronto, Ontario: The Arab Palestine Association, 1981
- Palestinian Rights and Losses in 1948: A Comprehensive Study, Saqi Books: 2000 ISBN 0-86356-157-8